# Elezione del Presidente del Senato del 1972
L'elezione del presidente del Senato del 1972 per la VI legislatura della Repubblica Italiana si è svolta il 25 maggio 1972.
Il presidente del Senato uscente è Amintore Fanfani. Presidente provvisorio del Senato è Giovanni Gronchi
Presidente del Senato della Repubblica, eletto al I scrutinio, è Amintore Fanfani.

## L'elezione

### Preferenze per Amintore Fanfani
| Scrutinio | Voti | Percentuale |
| --------- | ---- | ----------- |
| I         | 212  | 66,8%       |

## 25 maggio 1972

### I scrutinio
Per la nomina è richiesta la maggioranza assoluta dei votanti.
| Dati votazione | Dati votazione |  | Nome             | Nome | Voti |
| -------------- | -------------- |  | ---------------- | ---- | ---- |
| Presenti       | 317            |  | Amintore Fanfani | 212  |      |
| Votanti        | 317            |  | Schede bianche   | 102  |      |
| Astenuti       | 0              |  | Schede nulle     | 3    |      |
| Maggioranza    | 162            |  |                  |      |      |

Risulta eletto: Amintore Fanfani